# زبان کوهستانی
زبان کوهستانی یا کوهستانی ایندوس یا مَئیا یکی از زبان‌های داردی است که در بخش کوهستان خیبر پختونخوای پاکستان گویشورانی دارد.